# NGC 4974
NGC 4974 é uma galáxia lenticular (S0) localizada na direcção da constelação de Ursa Major. Possui uma declinação de +53° 39' 33" e uma ascensão recta de 13 horas, 05 minutos e 55,9 segundos.
A galáxia NGC 4974 foi descoberta em 14 de Abril de 1789 por William Herschel.